# Wigand de Marbourg
Pour les articles homonymes, voir Wigand.
Wigand de Marbourg (en latin : Wigandus Marburgensis ; en allemand : Wigand von Marburg) est un héraut d'armes de l'Ordre Teutonique, auteur d'une chronique médiévale rimée intitulée Chronica nova Prutenica ; couvrant la période allant de 1293 à 1394, la chronique est l'une des principales sources d'informations sur l'ancienne Prusse et le grand-duché de Lituanie des XIIIe et XIVe siècles. Elle sera notamment utilisée par l'historien polonais Jan Długosz.
On estime que le travail original comprenait environ 17 000 vers, dont environ 500 subsistent encore aujourd'hui.
Le manuscrit de cet ouvrage précieux est longtemps resté caché dans la bibliothèque des Bernardins de Thorn.